# Tinna Hrafnsdóttir
Tinna Hrafnsdóttir (* 25. August 1975 in Island) ist eine isländische Schauspielerin, Regisseurin und Drehbuchautorin.

## Biografie
Tinna Hrafnsdóttir wurde am 25. August 1975 in Island geboren. 2007 spielte sie in dem Film Veðramót die Hauptrolle. Anschließend trat sie 2011 in den Kurzfilm Tvöföld Tilvera (Double Existence) auf. 2016 führte sie in Helga Regie. Unter anderem spielte Tinna Hrafnsdóttir in Fußstapfen mit. Im selben Jahr wurde der Film Munda beim isländischen Filmpreis Edda als bester Kurzfilm des Jahres nominiert.
Außerdem war sie 2021 in dem Film Skjálfti als Regisseurin und Drehbuchautorin tätig.

## Filmografie (Auswahl)
- 2007: Veðramót
- 2011: Tvöföld Tilvera (Kurzfilm)
- 2016: Der Eid (Eiðurinn)
- 2016: Helga (Kurzfilm, Regie)
- 2017: Munda (Kurzfilm, Regie)
- 2017: Fußstapfen (Fótspor, Kurzfilm)
- 2019–2020: The Valhalla Murders (Brot, Fernsehserie)
- 2021: Skjálfti (auch Regie)
- 2021: Die Königin des Nordens (Margrete den første)